# Jamie Campbell Bower
James Metcalfe Campbell Bower (Londres, 22 de noviembre de 1988) es un actor, cantante y modelo británico. Es principalmente conocido por interpretar  Anthony Hope en Sweeney Todd: The Demon Barber of Fleet Street, Caius Vulturi en Crepúsculo: La saga,Jace Wayland en Cazadores de sombras: Ciudad de hueso,  Gellert Grindelwald en HP7 Parte 1 y  Vecna en la cuarta temporada de Stranger Things.
También fue el vocalista y guitarrista de la banda británica de punk rock Counterfeit.

## Biografía
Su madre, Anne Elizabeth Roseberry (nacida Roseberry) es mánager musical y su padre, David Bower, trabaja para la Gibson Guitar Corporation. Tiene un hermano menor llamado Samuel Bower. Su bisabuelo cuarto, por parte de su madre, era Sir John Campbell, de Airds, teniente Gobernador de San Vicente y las Granadinas. Asistió al colegio privado Bedales School en Hampshire. Además de actuar, también es el vocalista y guitarrista principal de la banda The Darling Buds, actualmente llamada Counterfeit. Bower fue modelo a tiempo parcial con la agencia Modelo de Gestión de Selección en Londres. Desfiló con ropa de su exnovia Zoe Graham. Interpreta a Jace Wayland, en la película Ciudad de Hueso de la saga de libros Cazadores de Sombras.
Mantuvo una relación con la actriz británica Lily Collins desde 2012 hasta 2018. Actualmente mantiene una relación con Jess Moloney.

## Carrera

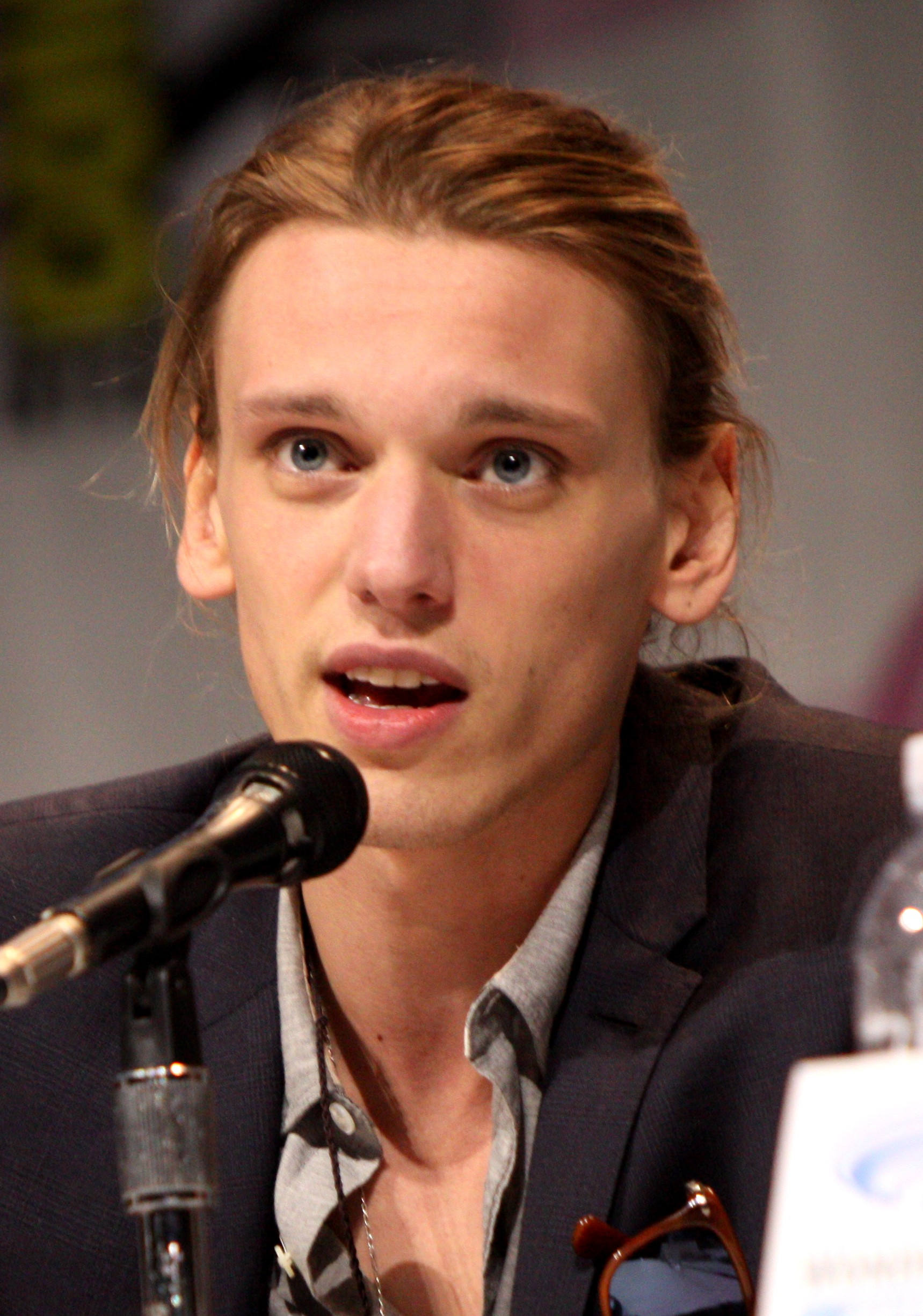
Bower en la Wondercon de 2013, en Anaheim, California.

Comenzó su carrera cuando Laura Michelle Kelly, actriz y cantante inglesa amiga de su familia, le presentó a su agente. Fue miembro del National Youth Music Theatre (NYMT), organización para jóvenes artistas de teatro musical dedicada a la realización de producciones y estimulación de sus miembros mediante talleres de formación y audiciones. En 2007 debutó en la pantalla grande interpretando a Anthony Hope en la adaptación cinematográfica del musical Sweeney Todd. Luego pasó al estrellato en RocknRolla (2008), como "Rocker", dirigida por Guy Ritchie.
En 2009 fue elegido para interpretar a Caius, un miembro del aquelarre Volturi, en Luna nueva, la segunda entrega de la Saga Crepúsculo (2009), junto a Kristen Stewart, Robert Pattinson y Taylor Lautner. Interpretando este papel en las siguientes entregas de la saga. Ese mismo año, Campbell Bower, protagonizó la versión de la serie The Prisoner como número 11-12.
También interpretó a Gellert Grindelwald de joven, el mago oscuro derrotado por Albus Dumbledore, en Harry Potter y las Reliquias de la Muerte.
En 2011, interpretó al Rey Arturo en Camelot.
En 2012 apareció en el vídeo musical de Florence + The Machine Never Let Me Go.
Jamie interpretó a Jace Wayland en Ciudad de Hueso, la adaptación cinematográfica de la saga Cazadores de Sombras por Cassandra Clare, donde actúa junto a Lily Collins. También fue el protagonista principal de la película Anonymous (película) (2011) encarnando a Edward de Vere, XVII Conde de Oxford (de joven), el supuesto "auténtico" autor de las obras de William Shakespeare, en una versión ficticia de su vida.
En 2022 apareció como Henry Creel (Vecna/001) en la cuarta temporada de Stranger Things.

## Vida personal
Bower se sinceró en la red social Twitter en julio de 2022 sobre su, ya superada, adicción, asegurando que llevaba sobrio desde marzo de 2015.
Desde febrero de 2010 hasta junio de 2012, mantuvo una relación con la actriz Bonnie Wright, a la cual conoció mientras grababa Harry Potter y las reliquias de la Muerte. En abril de 2011 confirmaron su compromiso. Sin embargo, el 30 de junio de 2012 dieron fin a su relación cordialmente. 
Bower sufre de dislexia.

## Filmografía
| Año  | Película                                           | Personaje                   | Notas          |
| ---- | -------------------------------------------------- | --------------------------- | -------------- |
| 2007 | The Dinner Party                                   | Douglas                     |                |
| 2007 | Sweeney Todd                                       | Anthony Hope                |                |
| 2008 | RocknRolla                                         | Rocker                      |                |
| 2008 | Oorlogswinter                                      | Jack                        |                |
| 2009 | The Prisoner                                       | Number 11-12                | Miniserie Tv   |
| 2009 | The Twilight Saga: New Moon                        | Caius Vulturi               |                |
| 2010 | The Twilight Saga: Eclipse                         | Caius Vulturi               |                |
| 2010 | Harry Potter y las reliquias de la Muerte: parte 1 | Gellert Grindelwald (joven) |                |
| 2010 | London Boulevard                                   | WhiteBoy                    |                |
| 2011 | Camelot                                            | Rey Arturo                  | Tv Serie       |
| 2011 | Anonymous                                          | Young Earl of Oxford        |                |
| 2011 | The Twilight Saga: Breaking Dawn - Part 1          | Caius Vulturi               |                |
| 2012 | The Twilight Saga: Breaking Dawn - Part 2          | Caius Vulturi               |                |
| 2013 | Cazadores de sombras: Ciudad de hueso              | Jace Wayland                | Protagonista   |
| 2015 | Bend It Like Beckham                               | Joe                         | Obra de teatro |
| 2017 | Will                                               | Christopher Marlowe         | Tv serie       |
| 2018 | Animales fantásticos: Los crímenes de Grindelwald  | Gellert Grindelwald (joven) |                |
| 2022 | Stranger Things                                    | Henry / Vecna (001)         | Tv serie       |
| 2023 | True Haunting                                      | Edwin Becker                |                |
| 2024 | Witchboard                                         | Alexander Babtiaste         |                |
| 2024 | Horizon: An American Saga - Capítulo 1             | Caleb Sykes                 |                |
| 2026 | The Lord Of The Rings: The Rings Of Power          | Desconocido / Preproducción | Tv Serie       |

### Discografía
Con Counterfeit
- Hold Fire (2015)
- Letter To The Lost (2015)
- Come Get Some (2015)
- Family Suicide (2015)
- Enough (2016)

Sencillos
- Prologue (2020)
- Run on (2022)
- I am (2022)

## Premios y nominaciones
| Año  | Premio                                    | Categoría | Título                                               | Resultado |
| ---- | ----------------------------------------- | --- | ---------------------------------------------------- | --------- |
| 2008 | Broadcast Film Critics Association Awards | Mejor Conjunto de Actuación (Compartido con el elenco Laura Michelle Kelly, Ed Sanders, Helena Bonham Carter, Johnny Depp, entre otros) | Sweeney Todd, el barbero diabólico de la calle Fleet | Nominado  |
| 2011 | National Movie Awards                     | One to Watch: Brits Going Global | Anonymous                                            | Ganador   |
| 2014 | Teen Choice Awards                        | Mejor actor: Acción | Cazadores de sombras: Ciudad de Hueso                | Nominado  |
| 2023 | Critics' Choice Super Awards              | Mejor Villano en una Serie | Stranger Things                                      | Nominado  |
| 2023 | MTV Movie & TV Awards                     | Mejor Villano | Stranger Things                                      | Nominado  |
| 2023 | MTV Movie & TV Awards                     | Mejor Pelea (Compartido con Millie Bobby Brown)                                                                                         | Stranger Things                                      | Nominado  |